# Steffen Justus
Steffen Justus né le 15 avril 1982 à Iéna en Allemagne est un triathlète professionnel, triple champion d'Allemagne de triathlon (2010, 2011 et 2014).

## Biographie
Steffen Justus est le fils de l'athlète Klaus-Peter Justus. Jusqu'en 1997, il pratique la course à pied, puis commence le triathlon. Depuis 1998, il est membre de l'équipe nationale d'Allemagne et se consacre exclusivement au triathlon depuis 2000. En juillet de cette même année, il devient champion d'Europe en catégorie junior. Il participe principalement à des compétitions sur distance M. En octobre 2008, il remporte le marathon ainsi que le triathlon de Munich. Deux ans plus tard, il finit deuxième du championnat du monde 2010 derrière l'Espagnol Javier Gómez. Il est qualifié avec Jan Frodeno et Maik Petzold pour  les Jeux olympiques d'été de 2012 à  Londres, où il  termine à la 16e place. Il remporte la même année, une épreuve de série mondiale de triathlon 2012 à Sydney. Dans le classement mondial, il termine en 2014 comme le deuxième meilleur Allemand derrière Gregor Buchholz. Ses surnoms sont « Schmatzel ou Schmertzel ». 
Steffen Justus est dans une relation privée avec la triathlète Rebecca Robisch, il vit en 2015 à Sarrebruck et il est entrainé par Dan Lorang.

## Palmarès
Le tableau présente les résultats les plus significatifs (podium) obtenus sur le circuit national et international de triathlon depuis 2004,.
| Année      | Compétition                                  | Pays        | Position           | Temps           |
| ---------- | -------------------------------------------- | ----------- | ------------------ | --------------- |
| 2014       | Championnat d'Allemagne                      | Allemagne   | Médaille d'or      | 0 h 54 min 38 s |
| 2012       | WTS Sydney                                   | Australie   | Médaille d'or      | 1 h 51 min 4 s  |
| 2012       | WTS Hambourg                                 | Allemagne   | Médaille de bronze | 1 h 51 min 59 s |
| 2012       | Grand Prix de triathlon - Étape de Dunkerque | France      | Médaille d'or      | Timing          |
| 2011       | Championnat d'Allemagne                      | Allemagne   | Médaille d'or      | 0 h 55 min 23 s |
| 2010       | Championnat du monde - Classement Général    |             | Médaille d'argent  |                 |
| 2010       | Championnat d'Allemagne                      | Allemagne   | Médaille d'or      | 1 h 59 min 54 s |
| 2010       | WTS Budapest                                 | Hongrie     | Médaille de bronze | 1 h 42 min 30 s |
| 2009       | WTS Londres                                  | Royaume-Uni | Médaille d'argent  | 1 h 41 min 58 s |
| 2008       | Coupe du monde - l'étape de Tiszaújváros     | Hongrie     | Médaille de bronze | 1 h 52 min 15 s |
| 2008       | Coupe d'Europe - l'étape de Weiswampach      | Luxembourg  | Médaille d'or      | 1 h 54 min 31 s |
| 2008       | Coupe d'Europe - l'étape de Pontevedra       | Espagne     | Médaille de bronze | 1 h 50 min 36 s |
| 2008       | Grand Prix de triathlon - Étape de Bordeaux  | France      | Médaille d'or      | Timing          |
| 2007       | Grand Prix de triathlon - Étape de Dunkerque | France      | Médaille d'argent  | Timing          |
| 2004       | Coupe du monde - l'étape de Salford          | Royaume-Uni | Médaille de bronze | 1 h 56 min 48 s |
| Athlétisme |                                              |             |                    |                 |
| 2008       | Marathon de Munich                           | Allemagne   | Médaille d'or      | 2 h 21 min 38 s |